# Hr.Ms. D (1930)
De Hr. Ms. D was een Nederlandse mijnenveger van de A-klasse. Het schip werd gebouwd door de Rijkswerf Willemsoord in Den Helder.

## De D voor de Tweede Wereldoorlog
Op 6 augustus 1930 vertrok de D samen met de zusterschepen A, B en C richting Nederlands-Indië. Gedurende de reis naar Nederlands-Indië werden de schepen gesleept door de zeesleepboten Friesland en Vlaanderen. Het konvooi van sleepboten en mijnenvegers arriveerde op 20 oktober 1930 veilig in de haven van Soerabaja.

## De D tijdens de Tweede Wereldoorlog
Tijdens het uitbreken van de Tweede Wereldoorlog diende de D in Nederlands-Indië. Omdat het schip niet in staat was te vluchten naar Australië of Colombo werd, om te voorkomen dat de mijnenveger in vijandelijke handen zou vallen, de D op 6 maart 1942 door de eigen bemanning onklaar gemaakt en tot zinken gebracht in de haven van Soerabaja.